# Femme Fatale (album, Britney Spears)
Femme Fatale je sedmé studiové hudební album americké zpěvačky Britney Spears, vydané v 25. březnu 2011.
Album Femme Fatale se dostalo na vrchol hitparád, díky čemuž se Britney Spears zařadila po bok Janet Jackson a Mariah Carey, které jsou umělkyněmi s největším počtem „number ones“ alb v USA.
Podle návštěvníků webových stránek MTV je březnové album Femme Fatale nejlepším albem roku 2011.

## Seznam skladeb
| Pořadí | Název                              | Hudba                                      | Text                                                                                       | Délka |
| ------ | ---------------------------------- | ------------------------------------------ | ------------------------------------------------------------------------------------------ | ----- |
| 1.     | Till the World Ends                | Dr. Luke, Max Martin, Billboard            | Max Martin, Lukasz Gottwald, Alexander Kronlund, Kesha                                     | 3:58  |
| 2.     | Hold It Against Me                 | Dr. Luke, Max Martin, Billboard            | Martin, Gottwald, Mathieu Jomphe, Bonnie McKee                                             | 3:49  |
| 3.     | Inside Out                         | Dr. Luke, Max Martin, Billboard            | Gottwald, Jacob Kasher Hindlin, Jomphe, Martin, McKee                                      | 3:38  |
| 4.     | I Wanna Go                         | Martin, Shellback                          | Shellback, Martin, Savan Kotecha                                                           | 3:30  |
| 5.     | How I Roll                         | Bloodshy, Jonback, Lindehäll               | Christian Karlsson, Henrik Jonback, Magnus Lidehäll, Pontus Winnberg, McKee, Nicole Morier | 3:36  |
| 6.     | (Drop Dead) Beautiful (feat. Sabi) | Benny Blanco, Ammo, JMIKE, Billboard       | Jeremy Coleman, Joshua Coleman, Ester Dean, Jomphe, Benjamin Levin                         | 3:36  |
| 7.     | Seal It with a Kiss                | Walter Dr. Luke, Max Martin, Dream Machine | Gottwald, Martin, McKee, Henry Walter                                                      | 3:26  |
| 8.     | Big Fat Bass (feat. will.i.am)     | will.i.am                                  | will.i.am                                                                                  | 4:44  |
| 9.     | Trouble for Me                     | Fraser T. Smith                            | Fraser T. Smith, Heather Bright, Livvi Franc                                               | 3:19  |
| 10.    | Trip to Your Heart                 | Bloodshy, Henrik Jonback, Magnus           | Karlsson, Jonback, Lidehäll, Winnberg, Morier, Sophie Stern                                | 3:33  |
| 11.    | Gasoline                           | Dr. Luke, Benny Blanco                     | Gottwald, Claude Kelly, Levin, McKee, Emily Wright                                         | 3:08  |
| 12.    | Criminal                           | Max Martin, Shellback                      | Shellback, Martin, Tiffany Amber                                                           | 3:45  |

### Bonusy
| Pořadí | Název                 | Hudba                     | Text                                                                   | Délka |
| ------ | --------------------- | ------------------------- | ---------------------------------------------------------------------- | ----- |
| 13.    | Up n' Down            | Martin, Shellback, Oligee | Shellback, Martin, Kotecha                                             | 3:36  |
| 14.    | He About to Lose Me   | Jerkins                   | Rodney Jerkins, Ina Wroldsen                                           | 3:48  |
| 15.    | Selfish               | StarGate, Sandy Vee       | Dean, Mikkel S. Eriksen, Tor Erik Hermansen, Sandy Wilhelm, Traci Hale | 3:43  |
| 16.    | Don't Keep Me Waiting | Jerkins                   | Jerkins, Michaela Shiloh, Thomas Lumpkins                              | 3:21  |
| 17.    | Scary                 | Fraser T. Smith           | Britney Spears, Smith, Kasia Livingston                                | 3:38  |